# Arturo Maineri de Meichsenau
Arturo Maineri de Meichsenau noto anche come Arturo Meichsner de Meichsenau, Arturo von Meichsner o Arturo de Maineri (Fiume, 4 aprile 1904 – Cagliari, 13 ottobre 1966) è stato un politico e matematico italiano.

## Biografia
Discendente di una famiglia del Patriziato di Norimberga e di militari dell'Impero austro-ungarico, aderì al fascismo dopo la presa del potere di Mussolini. Nel 1935 fu volontario nella Guerra d'Etiopia e successivamente in Africa settentrionale, fu poi Direttore Generale della raffineria ROMSA di Fiume e nel 1940 fu Podestà di Fiume a soli 36 anni.
Pluridecorato delle campagne di Etiopia e Africa settentrionale, grazie all'intercessione del vescovo di Fiume Ugo Camozzo divenne commendatore dell'Ordine di San Gregorio Magno.
Dal 1943 al 1945 fu segretario del Partito Fascista Repubblicano a Fiume e fu assieme al podestà Gino Sirola le due più alte cariche in mano agli italiani durante l'occupazione nazista della città.
Riuscì a fuggire durante l'occupazione jugoslava della città e si rifugiò prima a Crespano del Grappa e poi a Venezia. Successivamente per l'esperienza compiuta alla Direzione della raffineria ROMSA a Fiume, fu infine ad assunto dalla RASIOM, raffineria di petrolio costruita ad Augusta in Sicilia da Angelo Moratti. Sempre per la RASIOM fu poi trasferito a Roma dove fu anche Presidente della Lega fiumana di Roma e vice presidente nazionale dell'Associazione nazionale Venezia Giulia e Dalmazia. Morì a Cagliari a 62 anni d'età dove aveva seguito il sorgere della raffineria SARAS di Sarroch, sempre per conto della famiglia Moratti..